# Gabriel de Grupello
Gabriel de Grupello (Grammont, 22 maggio 1644 – 20 giugno 1730) è stato uno scultore fiammingo.
Formatosi nella bottega del grande scultore fiammingo Artus Quellinus il Vecchio, viene anche influenzato da opere del Bernini e di Rubens, oltre che dalla scultura contemporanea, cercò di raggiungere, nelle sue sculture, soprattutto effetti pittorici.
Eseguì a Düsseldorf la statua equestre del principe elettore Giovanni Guglielmo; a Mannheim la Piramide, monumento che commemora la guerra di successione spagnola, adornò di statue allegoriche; a Bruxelles la fontana della Casa dei Pescatori (1700 ca), con le figure di Nettuno e di Teti che emergono da una piccola vasca a forma di conchiglia.